# Нумантинська війна
Нумантинська війна — військовий конфлікт між кельтіберійським племенем ареваків та римлянами, основні події якого були пов'язані з облогою міста Нуманція. У античній літературі відомий також як «Вогняна війна». Протистояння тривало 10 років та закінчилося знищенням римлянами Нуманції.

## Початковий етап війни

### Похід Квінта Цециллія Метелла проти кельтіберійських племен
У 143 році до н. е. консулами було обрано Аппія Клавдія Пульхра та Квінта Цециллія Метелла, обидва були обрані за жеребом: першому з них дісталась Італія, тоді як Метеллу — Ближня Іспанія. У розпорядженні Квінта Цециллія Метелла знаходилося значне за кількістю військо, кістяк якого складався з набраних полководцем ще в Італії добровольців та вже досить досвідчених солдатів минулорічного претора Гая Нігідія, тому, без значних затримок та підготувань, консул розгорнув бойові дії по всій провінції.
До наших днів збереглося небагато свідчень про перший рік війни, проте у античних авторів Євтропія та Іоанна Антіохійського дії Метелла дістали достатньо схвальні відгуки. Достеменно відомо, що вояки Метелла захопили декілька кельтіберських міст та поселень, серед яких була Кентобріга (місцезнаходження станом на зараз невідоме). Протягом війни Метелл зарекомендував себе як далекоглядний стратег та мудрий командувач, який постійно тримав військо у дисципліні, що вдавалося далеко не кожному з тодішніх римських полководців.
Незважаючи на низку звитяг, здобутих римлянами, станом на кінець 143 року до Р. Х. Ближня Кельтіберія все ще не була підкорена. Для остаточної перемоги у регіоні римське військо мало зайняти велике місто Контребія, що було столицею кельтіберів. Перша спроба захопити Контребію за допомогою облоги завершилася для римлян невдачею, тому Метеллу довелося застосовувати військову хитрість: знявши облогу, полководець почав, як здавалося, без чіткого плану подальших дій вести свою армію всією Кельтіберією у різних напрямках. Ані іспанські племені, ані саме військо Метелла не мало й гадки про задум консула. За легендою на питання одного з офіцерів щодо його плану Метелл відповів сентенцією: 
| «Якби я дізнався, що моя туніка має гадку про мої плани, я негайно б її спалив» |
Трохи згодом, переконавши ворогів у своїй «розгубленості» Метелл неочікувано атакував столицю та за лічені години завоював місто, яке до того не міг взяти протягом місяців.
Підкоренням Контребії Метелл поклав край будь-яким проявам опору у Ближній Кельтіберії, після чого полководець провів блискавичну військову операцію проти племен ареваків, які у цей час займалися збором урожаю та не були готові до війни. Опір продовжували чинити лише укріплені міста Терманція та Нуманція, число захисників якої Аппіан оцінював у вісім тисяч осіб. У 141 році до Р. Х. Метелл передав командування військом Квінту Помпею. За два роки перебування у Кельтіберії Квінт Цециллій Метелл домігся значних успіхів, за що навіть отримав прізвисько «Кельтіберійський» та все ж йому не вдалося покорити Нуманцію, захисники якої протягом наступної декади років завдадуть римлянам безліч ганебних, на думку римських істориків, поразок.

## Бойові дії Квінта Помпея
Перейнявши дисципліноване та добре навчене ще під орудою Метелла військо, Квінт Помпей розташував табір на пагорбі Кастільєхо, неподалік від Нуманції та, не вагаючись, пішов у наступ з надією на легку перемогу. Проте вже у першій військовій операції, точна мети якої не встановлена, вершники Помпея занали суттєвих втрат від нумантинців. У низці наступних сутичок з ареваками римляни зазнали поразок, тому на деякий час Помпей облишив Нуманцію, зосередивши зусилля на завоюванні Терманції, але і тут полководець не тріумфував, вже у першій сутичці втративши сімсот людей.

### Похід у землі едетанів
Помпею, незважаючи на втрати, все ж вдалося взяти невелике місто Лагні, що було важливим з стратегічної точки зору. Після цього дещо втомлене військо Помпея попрямувало у землі едетанів, які у той час мали погану славу через господарювання у них банд лузитанського вождя Тангіна. Без особливих труднощів розбивши розрізнені загони лузитанів, римляни заволоділи великою кількістю військових трофеїв та полонених. У краї едетанів, дружніх до римлян, військо Помпея провело зиму, а повноваження полководця (завдяки його останнім успіхам) були продовжені.

### Невдала облога Нуманції
Попередньо розробивши план із захоплення Нуманції, суть якого полягала в ізоляції міста шляхом відводу річки Мерданко (її відвід перетворив би місто на острів) весною 140 р. до н. е. римське військо знову попрямувало у напрямку Нуманції. По прибутті до аревацького міста римські солдати одразу зайнялися роботами по відводу річки. Однак успішні вилазки нумантинців раз по раз змушували римлян повертатися у табір. Крім того значних втрат зазнавали римські фуражири: результатом однієї з аревацьких засад стало вбивство 400 фуражирів Помпея та народного трибуна на ім'я Оппій. Задум Помпея провалився: навіть якщо римлянам і вдалося здійснити відвід Мерданко, це аж ніяк не сприяло захопленню міста. План щодо ізоляції міста вдався лише б у тому випадку, якщо б лінія оточення надійно охоронялася, а вилазки нумантинців відбивати не вдавалось.
Та все ж, вочевидь не бажаючи створювати ганебної картини відступу, римський полководець на зиму вирішив залишитись у таборі. Солдати Помпея страждали від холоду та мору, багато з них сконало від дизентерії. Нумантинці при цьому не припиняли вдаватися до систематичних вилазок, спровокувавши урешті-решт римлян на відкритий виступ, де останні потрапили у засідку та втратили значну кількість солдат і офіцерів, серед яких було багато аристократів. Таким чином спроба Квінта Помпея перемогти ареваків у відкритому бою завершилася цілковитою невдачею, тому той змушений був відступити.

### Помпеїв договір
Положення жителів Нуманції та Терманції, незважаючи на серію блискучих тріумфів, було близьким до критичного через дефіцит продовольства, спричиненого розореннями полів ареваків, здійснених римлянами ще за Метелла. Тому невдовзі між Помпеєм та ареваками розпочалися перемовини з мирного урегулювання конфлікту. При ухваленні договору, знову ж таки намагаючись показати себе переможцем у очах сенаторів, Помпей де-юре вимагав від захисників міст беззаперечної капітуляції (deditio), адже тільки така домовленість «була б гідною Риму». Безумовно, завдавши війську Помпея кілька значних поразок, ареваки банально не могли бути погодитися на капітуляцію, тому де-факто між Квінтом Помпеєм та ареваками була укладена домовленість, за якою проконсул надавав останнім гарантії, що після виконання низки вимог (виплата 30 тисяч талантів срібла, передача римлянам 9000 плащів, 3000 шкур та 800 бойових коней) жителі Нуманції та Терманції визнавалися «друзями та союзниками Риму» та зберігали б політичну самостійність, що аж ніяк не відповідало характеру deditio.
Повноваження головнокомандувача нумантинської армії у 139 році до н. е. були передані Марку Попіллію Ленату, котрий після першої зустрічі з посланцями нумантинців, які ще передавали римлянам майно, зазначене у договорі, зрозумів, що як сенат, так і ареваки були обмануті Помпеєм. Наслідком цього став довготривалий розгляд цієї справи у сенаті, де Помпей цинічно заперечував свою вину, наполягаючи на тому, що у договорі мова йшла виключно про deditio.

## Катастрофа римлян під орудою Гая Гостилія Манціна
Наступний після Помпея очільник нумантинської армії Марк Попіллій Ленат, який до цього воював проти Віріата, провів зиму у Новому Карфагені, де на міських воротах, Porta Popilia, збереглося його ім'я. Фактично весь 138 рік до н. е.. Ленат не проводив військових операцій проти Нуманції, що було заборонено на час розгляду справи Помпеєвого договору. Облогу міста полководець поновив лише на другому році свого консульства (137 році до н. е.). Нумантинці довго не вступали в бій, змусивши Лената діяти з максимальною рішучістю – штурмувати місто. Римський командувач занадто пізно зрозумів задум ворогів. Римські солдати були неочікувано атаковані під час вилазки та зазнали суттєвих втрат. Нездатне продовжувати подальші бойові дії, римське військо відступило. Про місце, де армія Лената відновлювала сили взимку невідомо. Весною 137 року до н. е. повноваження командувача нумантинської армії були передані Гаю Гостилію Манціну. В Іспанії Манціну було передано розбите, втомлене та деморалізоване військо, що протягом кількох останніх років не знало смаку тріумфу. Аж ніяк не сприяли підняттю бойового духу хибні чутки про отримання нумантинцями підкріплення від кантабрів та ваккеїв, що поширювалися у таборі римлян. Під началом Манціна римляни знову зазнали низку суттєвих поразок та змушені були відступити. Полководець шукав прихистку у старому римському таборі, залишеного ще з часів Нобіліора (153 рік до н. е.)., розташованого всього за 8 км від Нуманції. У римлян не було часу аби привести до ладу старі укріплення. На наступний день нумантинці оточили римське військо, поставивши консула перед вибором: продовжити боротьбу або капітулювати. Положення римлян було настільки критичним, що під натиском війська Гай Гостилій Манцин обрав другий варіант.

### Манцинів договір

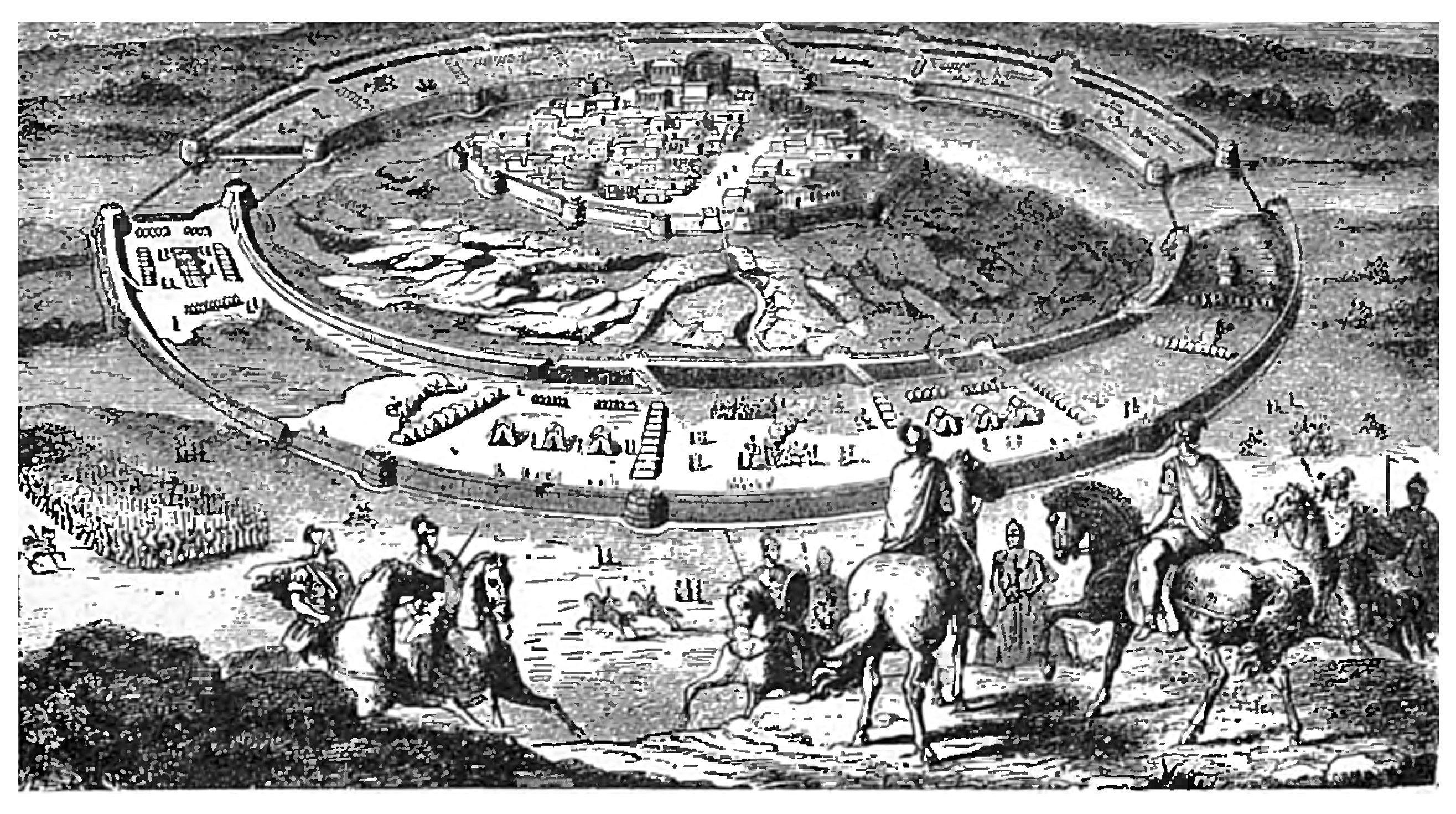
Нумантинська війна

У якості перемовника з боку римлян, до нумантинців був відправлений у майбутньому одіозний римський реформатор Тиберій Гракх, що у війську Манцина обіймав посаду квестора. Висунення кандидатури Гракха було безпосередньою ініціативою з боку нумантинців, адже ареваки, пам'ятаючи гіркий досвід договору з Помпеєм, не довіряли римлянам, проте вони могли зробити виняток для Тиберія, батько якого користувався довірою і повагою нумантинців, адже той особисто слідкував за виконанням умов договору 178 року до н. е.. Цілком ймовірно, що Гракху вдалося суттєво пом'якшити умови домовленості, що спочатку, скоріш за все були, значно жорсткішими у відношенні до римлян. Римське військо отримало дозвіл на вільний прохід разом з обозними служниками, що його супроводжували, при тому, що все майно, спорядження і зброя діставалася переможцям.
Незважаючи на те, що договір не був прийнятий сенатом як «ганебний для римського народу», а сам Гай Гостилій Манцін був виданий нумантинцям, ця домовленість врятувала життя 20-30 тисяч римських та італійських військ під орудою Манціна. Цілий ряд римських істориків віддавав належне честі полководця, на відміну від лицемірного Квінта Помпея. Цицерон високо оцінював манцинову чесність (pudor), порядність (probitas) та відданість слову (fides). Сам Гай Гостилій Манцин, не прийнятий нумантинцями, був повернений у Рим, де були поновлені його громадянські права, але без права на входження у сенат.  Плутарх повідомляє, що полководець вважав свою долю нещасливою, проте не бачив у ній нічого ганебного, адже його честь не була заплямованою. Пізніше він навіть замовив собі статую, яка зображала його видачу нумантинцям.

## Командування Марка Емілія Лепіда Порціни та Квінта Кальпурнія Пізона
У зв'язку з затяжним судовим процесом щодо договору Манцина, бойові дії проти неприступного аревацького міста були надовго призупинені. Командування в Ближній Іспанії від дискредитованого Манцина було перебрано Марком Емілієм Лепідом Порціною, який разом з військами Марка Децима Брута здійснив похід проти Паллантії. Його наступником став Фурій Філл, який прийняв від Лепіда військо у настільки кепському стані, що тому довелося значну придатну для бойових дій частину 136 року до н. е. витратити на відновлення та укомплектування війська. Наступний похід на Нуманцію відбувся лише у 135 році до н. е. під началом Квінта Кальпурнія Пізона. Про військову операцію Пізона збереглося мало відомостей, проте відомо, що римляни вже традиційно зазнали поразки. Для того щоб реабілітуватися перед очима сенаторів та доповісти про успіх, Пізон здійснив напад на слабших паллантинців, а зиму провів у Карпетанії.

## Кампанія Сципіона Африканського Молодшого

### Підготовка до фінальної облоги
Після Квінта Кальпурнія Пізона нумантинська армія була очолена Публієм Корнелієм Сципіоном Еміліаном, який на дану посаду був призначений сенатом навіть без жеребкування. Неодноразово розбита армія очевидно потребувала суттєвого поповнення, у якому було відмовлено сенатом через «обезлюднення Італії» (скоріш за все, рішення про поповнення армії було блоковано впливовими ворогами Сципіона, що входили до сенату). Сципіон натомість заявив, що вестиме війну на свої кошти та гроші своїх друзів як його улюблений герой Кір та дід, Сципіон Африканський. До Сципіона добровільно приєдналися приблизно три з половиною тисячі італіків (багато з них ветерани третьої пунійської війни). Найбільш близькі друзі та клієнти полководця сформували, так званий, «загін друзів», що налічував близько п'яти сотень людей.
Новий командувач прийняв армію у жалюгідному стані. Військовий табір переповнювали лихварі, маркітанти, віщуни, астрологи та повії. Серед офіцерів, які вже мало чим відрізнялися від звичайних солдатів, панували настрої занепаду моралі, розпусти та забобонів. Сципіон вдався до ефективної демонстрації: він надягнув чорний плащ на знак трауру за римською честю. Перш за все, з табору був вигнаний весь збрід, в тому числі дві тисячі жінок. Солдати та офіцери отримали наказ розпродати усе зайве майно, у кожному наметі дозволялося мати лише вертел, миску та мідний горошок, офіцерам дозволялося мати срібний посуд вагою до 2 фунтів.

### Літня кампанія Сципіона

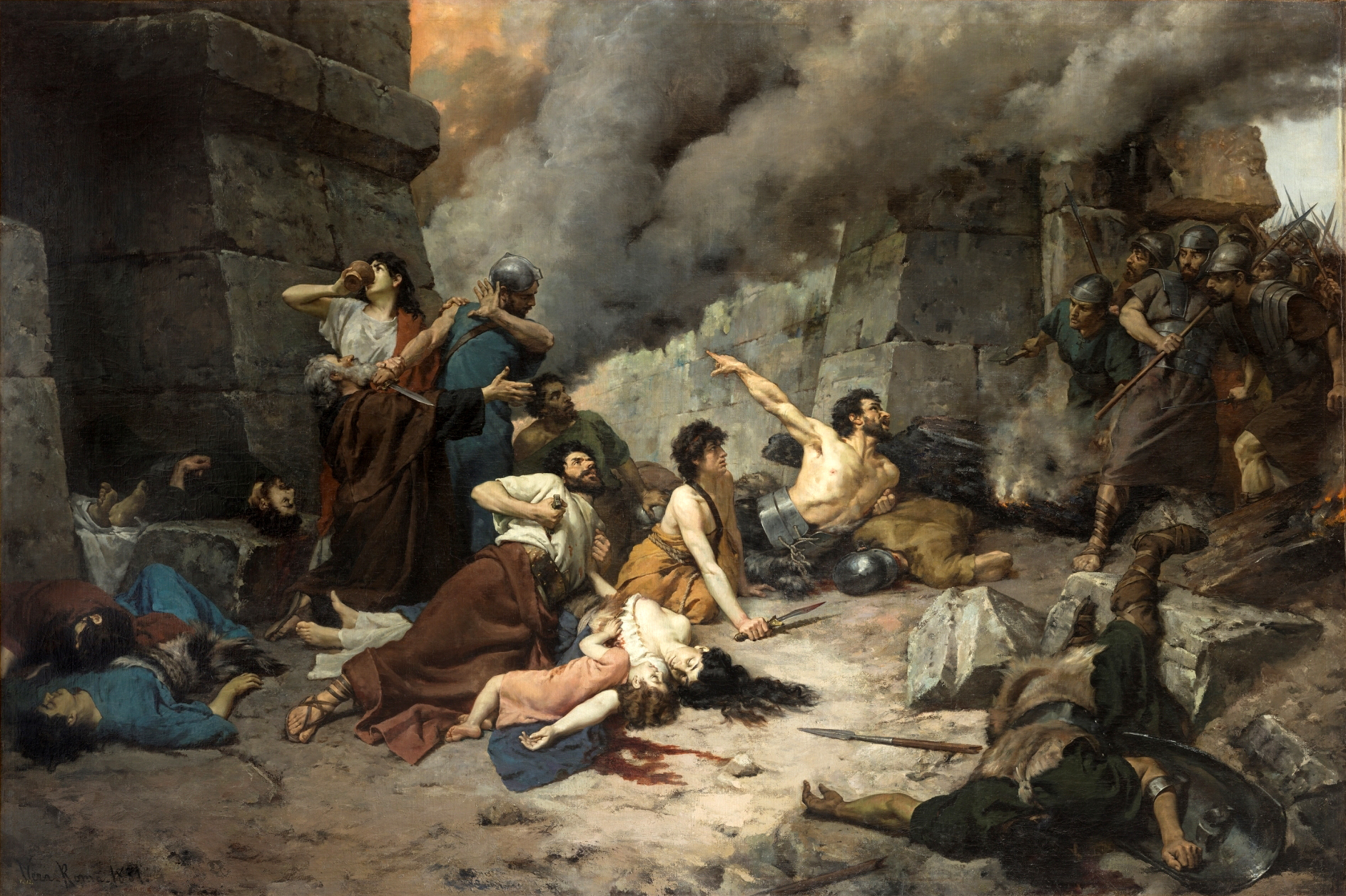
Нумантинська війна

Відновивши дисципліну у війську, Сципіон вдався до відпрацювання військових маневрів, на що пішло все літо. Своєрідним полігоном для римлян стала територія Карпетанії. Майже щоденно полководець переміщав свою армію з рівнини на рівнину, кожного разу зводячи новий табір. На скарги солдат щодо труднощів служби полководець відповідав сміхом, за порушення строю Сципіон карав італіків лозами, а іспанських та інших союзників –палками. Задля забезпечення тилу Сципіон особисто очолив кілька «продовольчих походів» на поля вакеїв, у яких особливо відзначилися римські вершники.
Станом на кінець літа проконсул остаточно відновив лад і дисципліну в рядах нумантинської армії, яка була готовою до здобуття перемог. На початку 134 року до н. е. нумантинська армія налічувала близько 20 тисяч чоловік. Проте по прибутті Сципіона кількісний показник складу римських військ збільшився до грандіозних 60 тисяч. Громадяни Риму з загального числа військ складали 20 тисяч, тоді як майже половину армії складали іспанські союзники Риму. На боці Риму билися також італіки, нумідійці на чолі з Югуртою та етолійці. Серед офіцерів нумантинської армії перебувало безліч майбутніх знаменитостей: це і майбутній нумідійський цар Югурта, хоробрості якого віддавав належне сам Сципіон, Гай Марій якого той же таки Сципіон за легендою назвав наступником своєї слави, Гай Меммій, Гай Гракх, історики Полібій, Рутілій Руф та Семпроній Азелліон, поет Луциллій та багато інших.

### Взяття Нуманції
Нарешті повернувшись до Нуманції приблизно у жовтні 133 року до н. е., Сципіон звів два нових табори, один з яких очолив його брат Квінт Фабій Максим Еміліан. Негайно почалися роботи з облоги міста. У той же час прибули нумідійські та іспанські допоміжні війська, які були досить надійними, тому за припущенням Шультена, укомплектовані вони були з кельтіберів віддалених кутків Іспанії. Після зведення передових укріплень римляни побудували блокувальні споруди навколо фортеці, які складалися з рову та стіни, а також дві вежі, біля двох головних таборів. З самого початку Сципіон розраховував на блокаду міста. Нумантинці неодноразово провокували римлян на відкрите протистояння, яке Сципіон рішуче відхиляв. Під час зведення обвідної стіни захисники Нуманції (число яких Тит Лівій оцінював у 4 тисячі)неодноразово намагалися зруйнувати стіну, однак через чисельну перевагу римлян та чудово злагоджену систему охорони робітників, яку Сципіон контролював особисто, спроби ареваків зводились нанівець.
Проте облога міста затягнулася через те, що місто мало значні запаси продовольства, які, між іншим, час від часу поповнювалися завдяки аревацьким союзникам нумантинців, що підвозили в Нуманцію запаси їжі річкою Дуеро. Чимало молодих офіцерів та римських опонентів Сципіона, на чолі з народним трибуном Тиберієм Гракхом та консулом Публієм Муцієм Сцеволою відверто критикували Сципіона за його нерішучість. Тим не менш у 133 році до н. е. командування Сципіона було подовжене. Взимку 133 року до н. е.. спроба нумантинців прориву оборони римлян на чолі з Ректугеном нарешті завершилася успішно. Ректуген намагався переконати жителів довколишніх поселень виступити на боці Нуманції, проте вони, налякані міццю та чисельністю римських військ, не наважувалися допомогти співвітчизникам. На прохання Ректугена відгукнулися лише молодь містечка Лутія. Проте, дізнавшись про це, Сципіон наказав відрубати руки 400 молодикам, що збиралися вступити у ряди захисників Нуманції, що остаточно пацифікувало навіть патріотично налаштоване аревацьке населення навколо Нуманції.
Незважаючи на численні критичні випади у бік очільника нумантинської армії, довготривала ізоляція міста та каральні заходи римлян приносили свої плоди. Влітку 133 року до н. е. положення нумантинців стало критичним. Жителі міста наважилися послати до римлян посольство на чолі з аристократом Аваром, яке римляни відіслали назад — послів по поверненні вбили самі ж нумантинці. У липні нумантинці здійснили відчайдушну спробу прориву, метою якого була смерть у бою. Голод у місті досяг таких масштабів, що жителі міста дійшли до канібалізму, проте урешті-решт горді та волелюбні ареваки Нуманції здалися Риму. Сципіон наказав зрівняти місто з землею, всі вцілілі жителі були продані в рабство за винятком 50 нумантинців, які були збережені для тріумфу у Римі.
Трохи згодом тріумфатор Публій Корнелій Сципіон Еміліан скликав старійшин північних та південних іспанських міст для подальшого мирного устрою Іберії. Область Нуманції Сципіон розділив між її сусідами. Ненадійні союзники обкладалися грошовими штрафами.